# حرف قوي
القوي من الحروف ما لم يكن حرف لين. وحروف اللينة وحروف اللين هي الألف والواو والياء المصوتة والمصوت ما لم حرفا صامتا.